# Landhof

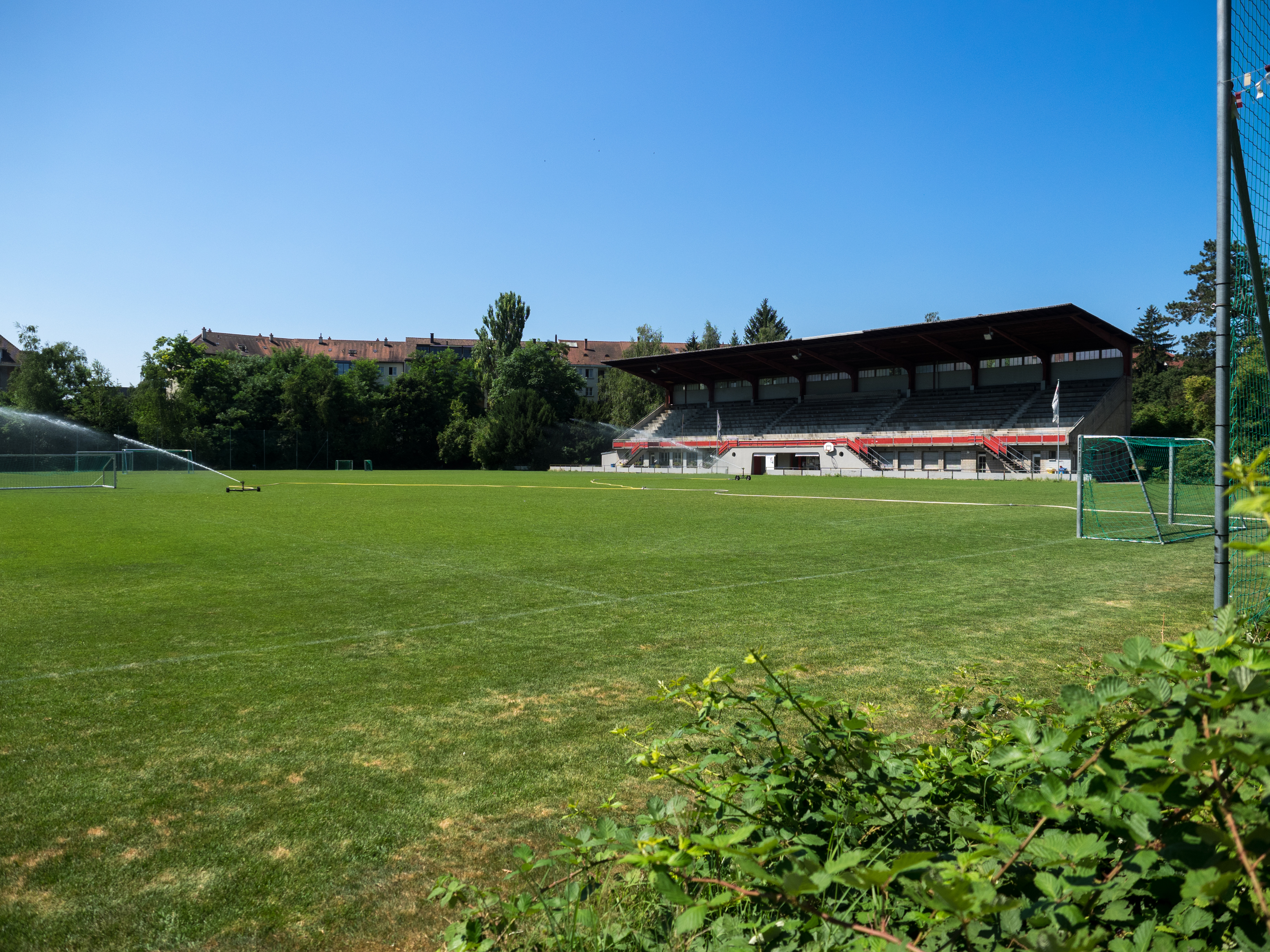
Der Landhof im Jahr 2015. Blick von der nordöstlichen Ecke auf das Spielfeld und die Sitzplatztribüne.

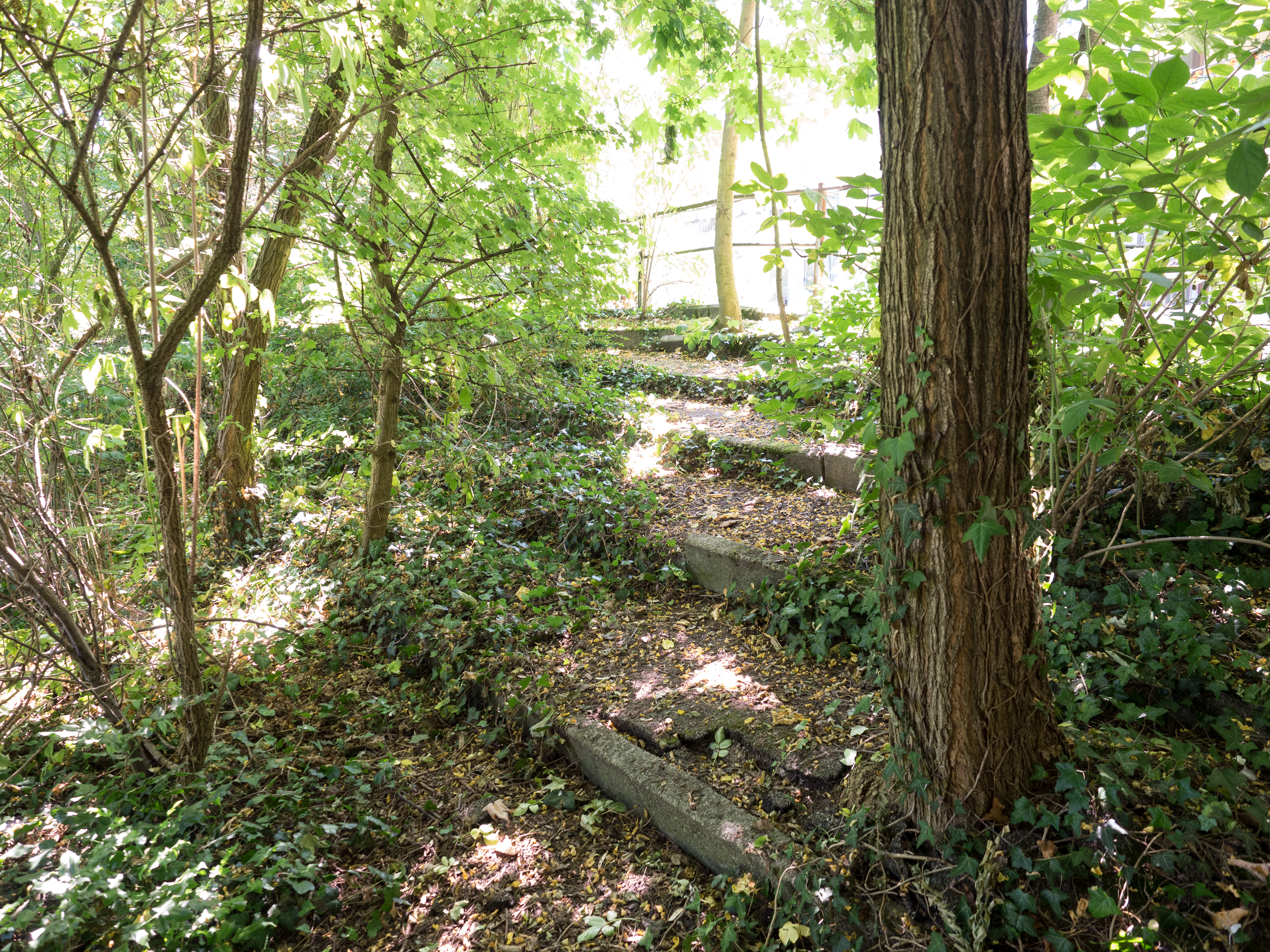
Südliche Stehrampe des Landhofs, Zustand von 2015

Der Landhof ist ein Sportstadion im Stadtteil Wettstein in Basel. Es ist das ehemalige und erste Heimstadion des FC Basel.

## Geschichte

Historische Luftaufnahme des Landhofs von 1954

Der Landhof findet in der zweiten Hälfte des 18. Jahrhunderts als «artiges Sommerhaus mit schönem Gut» zum ersten Mal Erwähnung in einer Chronik. Bekanntester Besitzer des damaligen Herrschaftsgutes war Andreas Merian-Iselin, Bürgermeister von Basel und Landammann der Schweiz (höchstes Amt zu dieser Zeit).
1892 verkauften die Enkelinnen von Merian-Iselin den Landhof einer gewissen Katharina Ehrler-Wittich. Als 1893 der «Football-Club Basel 1893» gegründet wurde, stellte diese den Landhof kostenlos als Spieluntergrund zur Verfügung. Bereits am Sonntag, 26. November 1893 fand auf dem Landhof ein erstes internes Fussballspiel statt, das zwei ad hoc gebildete Teams des jungen Vereins bestritten. Von 1895 bis 1901 war auch die Radrennbahn «Vélodrome de Bâle» auf dem Landhof angesiedelt. 1898 fand das erste Ligaspiel des FC Basel 1893, ein Stadt-Derby gegen den BSC Old Boys, vor knapp 400 Zuschauern statt.
Am 5. April 1908 fand auf dem Landhof vor 4000 Zuschauern das erste Fussballländerspiel der Schweiz gegen Deutschland statt. Die Schweiz gewann mit 5:3. Für Deutschland war dies das erste Länderspiel überhaupt, für die Schweiz das dritte. Für dieses Spiel erhielt der Landhof, gesponsert durch eine Schokoladenfabrik, eine Zuschauertribüne.
Die Olympischen Sommerspiele 1916 sollten ursprünglich in Berlin stattfinden, fielen aber wegen des Ersten Weltkrieges aus. Stattdessen fanden in zahlreichen Ländern, die nicht direkt vom Krieg betroffen waren, verschiedene lokale Sportfeste unter dem Titel «Olympische Spiele» statt. Vor knapp 3000 Zuschauern nahmen am 30. Juli mehr als 130 Schweizer Leichtathleten aus über 30 Vereinen an den Wettkämpfen teil und stellten «zahlreiche Rekorde» auf.
1953 wurde der FCB erstmals Schweizer Meister – auf dem Landhof. 1955 spielte er beim Messestädte-Pokal mit. Zu Gast war unter anderem die Stadtauswahl von London, die erst im Finale an Barcelona scheiterte.
Bis 1967 war der Landhof die Heimspielstätte des FC Basel. Als es nach der Verpflichtung von Helmut Benthaus als Spielertrainer mit dem FC Basel sportlich aufwärts ging, wurde der Landhof für die zunehmenden Zuschauerzahlen zu klein, so dass der FC Basel seine Heimspiele ab 1967 im St. Jakob-Stadion durchführte. Bis Anfang der 1990er Jahre nutzte der FC Basel den Landhof aber weiterhin als Trainingsplatz und Juniorenfeld und hatte daselbst auch seine Geschäftsstelle und sein Clubhaus. Danach verwucherte das Areal und es gab einen langjährigen politischen Kampf aufgrund einer geplanten Wohnblock-Überbauung.
Seit Anfang der 2000er Jahre betreiben die «ooink ooink Productions», Jugendförderverein Oberes Kleinbasel auf dem Landhof ihre offene Kinder- und Jugendarbeit mit einem vielfältigen Angebot an Freizeitangeboten. Ausserdem wird das Areal von Sportgruppen und für diverse Feierlichkeiten genutzt.

## Politik
2003 wurde ein städtebaulicher Ideenwettbewerb für ein Siedlungs- und Freiraumkonzept für das Landhof-Areal durchgeführt. Zusammen mit einer Begleitgruppe interessierter Quartierbewohner wurde ein Konsenspapier mit Ideen und Wünschen für das Areal erarbeitet. Das Projekt sah eine Teilüberbauung mit vier Gebäuden und rund 120 Wohnungen vor.
Gegen das Bauvorhaben formierte sich Widerstand. Auf Initiative der Grünen Partei und des «Vereins zur Erhaltung des Landhofareals» schlossen sich verschiedene Personen – vornehmlich aus dem Kleinbasel – zu einem Komitee zusammen. Eine Volksinitiative wurde eingereicht, die die Zuweisung des Gebietes in die Grünzone verlangte, um damit eine Überbauung zu verunmöglichen.
Regierung und Kantonsparlament legten einen Gegenvorschlag vor, wonach auf einen der vier Baukörper verzichtet werden sollte und 80 genossenschaftliche Wohnungen erstellt werden sollten. Die Initiative wurde jedoch nicht zurückgezogen, da die Initianten die Zielsetzung verfolgten, die Gesamtfläche frei zu erhalten, und zum Ausgleich eine bauliche Höherentwicklung entlang der Riehenstrasse empfahlen.
Dem Initiativkomitees ging es darum, einen öffentlichen Ort mit vielfältigen Nutzungsmöglichkeiten im Interesse der Quartierbevölkerung zu erhalten und weiterzuentwickeln. Nach ihrer Ansicht benötigt das bereits dicht bebaute Kleinbasel – insbesondere angesichts bevorstehender Verdichtungen durch Hochbauten – die Grünfläche.
In der Volksabstimmung vom 7. März 2010 stimmten die Stimmberechtigten des Kantons Basel-Stadt sowohl der Volksinitiative «Der Landhof bleibt grün» als auch dem Gegenvorschlag für eine Teilüberbauung zu; bei der Stichfrage erhielt die Initiative die Mehrheit. Damit war sie angenommen.
Volksinitiative «Der Landhof bleibt grün»:
| Volksinitiative «Der Landhof bleibt grün» | JA: 29'596 (60,28 %)         | NEIN: 19'498 (39,72 %)           |
| Gegenvorschlag für Teilüberbauung:        | JA: 24'829 (51,70 %)         | NEIN: 23'194 (48,30 %)           |
| Stichfrage:                               | Initiative: 25'810 (52,58 %) | Gegenvorschlag: 23'281 (47,42 %) |

Der Landhof wurde danach in eine Grünzone umgewandelt, das Sportamt trat die Verwaltung an die Stadtgärtnerei ab. Damit waren jedoch die Probleme nicht beseitigt, zumal der Landhof immer mehr verwucherte und das Tribünengebäude auch nur den nötigsten kleinen Sanierungen unterzogen wurde.

## Zukunft
Der Abstimmungskampf Anfang 2010 um die Initiative «Der Landhof bleibt grün!» tobte laut und zum Teil gehässig. Hier Gesamtregierung, FDP, LDP, SP und der Verband der Wohngenossenschaften, die knapp die Hälfte des Areals überbauen wollten. Dort BastA!, Grüne, CVP, SVP, ein paar Abweichler aus der SP, viele Anwohner und FCB-Fans, die per Initiative das Projekt stoppen wollten. Das Resultat vom 7. März 2010 ist bekannt: Die Initiative gewann, der Landhof bleibt grün.
Wie er grün bleiben soll, das diskutierte eine 25-köpfige von der Stadtgärtnerei ins Leben gerufene Begleitgruppe. Vertreter von Verwaltung, Nachbarschaft, Jugendarbeit, FCB-Umfeld und Initiativkomitee formulierten nicht weniger als 61 Grob-, Haupt- und Teilziele, die der «neue Landhof» erfüllen soll.
Im Herbst 2012 wurde eine neue Ausschreibung im anonymen Wettbewerbsverfahren gestartet, die im März 2013 zu Ende war.
Seit Mai 2013 steht das Siegerprojekt "stranger than paradise" fest. Dieses soll zusammen mit der Begleitgruppe Landhof weiter ausgearbeitet werden, um allen Ansprüchen möglichst gerecht zu werden.